# ロッククローリング

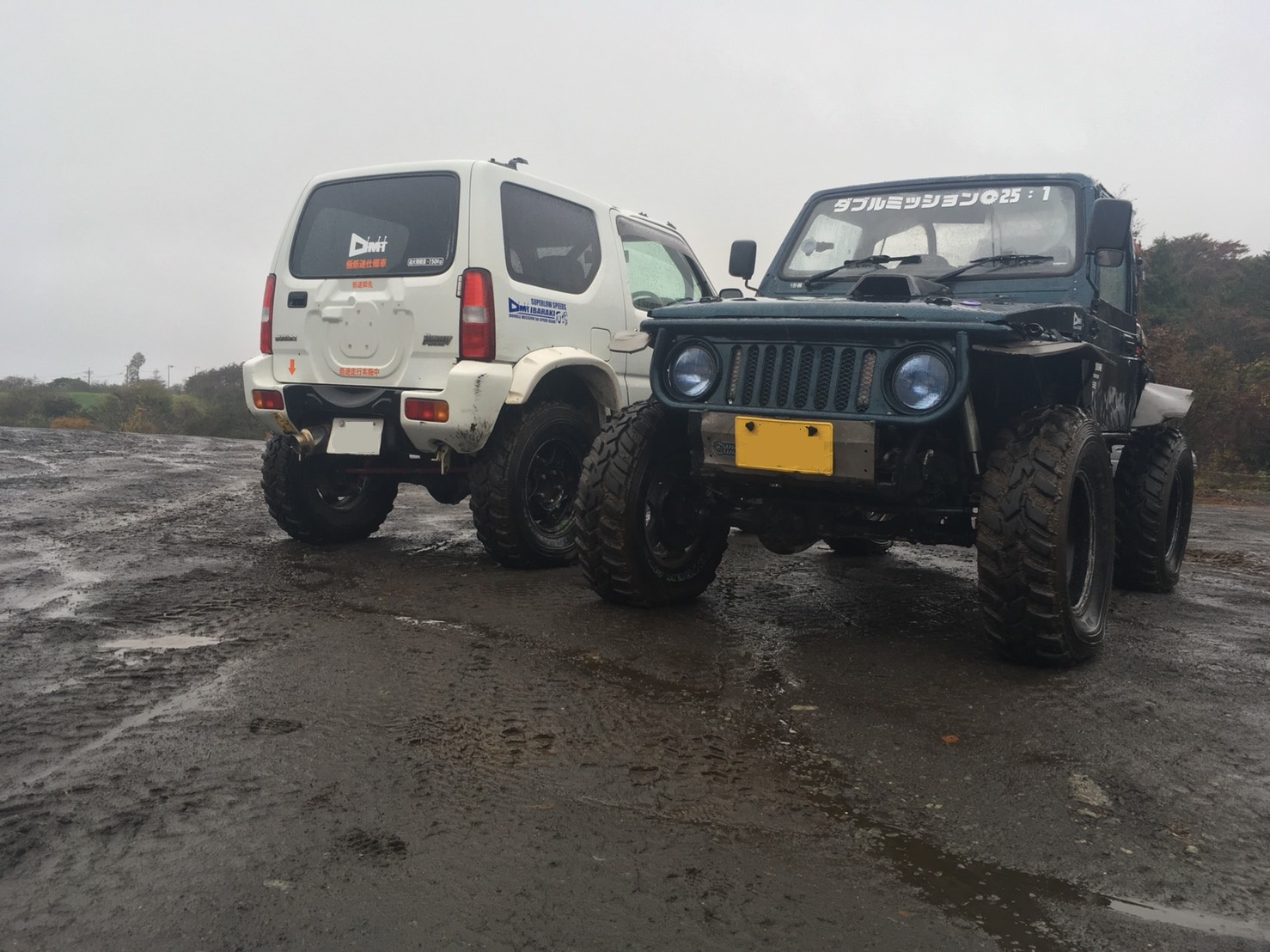
ロッククローリングマシン（石塚エンジニアリング製）

ロッククローリング(Rock crawling)は、スズキ・ジムニー、トヨタ・ランドクルーザー、ジープに代表される四輪駆動車によるエクストリームスポーツのひとつ。
ロッククローリングでは、非常に厳しい地形（岩を走破するため斜度や傾斜がきつくなることが多い）をクルマにて走破するため、走破性能を重点的に改造された四輪駆動車を利用する。例えば、車両のトライブトレインにはギヤを使い、大減速によって得られた高トルクを利用しタイヤのグリップ力を使い走行障害を乗り越えていく。同時にドライバーには、的確で正確な判断と操作が求められるため、経験値により走破に大差が出ることも。
スズキ・ジムニーでは、大減速を得るために、ダウンギアに交換する方法やトランスファーを２個使うなどの方法が行われてきたが、昨今は石塚エンジニアリングなどによりミッションを２つ使ったダブルミッション、トランスファーを追加したハイローミッション（ダブルトランスファー）という手法で大減速を得る方法が確立されている。
日本では、熱心な愛好者や津田レーシングが中心となり走行会、競技会などが行われている。